# Istenszülő elszenderedése fatemplom (Bradacel)
A bradaceli Istenszülő elszenderedése fatemplom műemlékké nyilvánított épület Romániában, Hunyad megyében. A romániai műemlékek jegyzékében a  HD-II-m-B-03269 sorszámon szerepel.